# Ordine del Santissimo Salvatore di Santa Brigida
L'Ordine del Santissimo Salvatore di Santa Brigida (in latino Ordo Sanctissimi Salvatoris Sanctae Brigittae) è un istituto religioso femminile di diritto pontificio. Le suore di questa congregazione, dette popolarmente Brigidine, pospongono al loro nome la sigla O.SS.S.
La congregazione deriva dall'ordine della monache Brigidine del Santissimo Salvatore, di cui sopravvivono ancora alcune abbazie.

## Storia
La costruzione della prima abbazia brigidina iniziò nel 1346, quando il re di Svezia Magnus Eriksson donò alla nobile vedova Brigida (1303-1373) il castello di Vadstena affinché lo adibisse a monastero: la donazione venne confermata da Haakon, successore di Magnus, nel 1362. Papa Urbano V approvò il monastero il 5 agosto 1370.

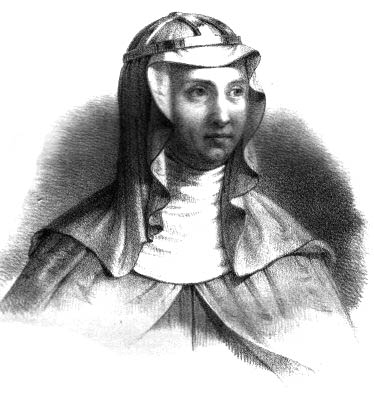
Ritratto di santa Brigida di Svezia

Brigida preparò per il monastero una regola in 27 capitoli che venne esaminata dal cardinale Eleazario da Sabrano, delegato pontificio, e approvata da Urbano VI il 3 dicembre 1378 (bolla Hiis quae pro divini cultus aumento) come integrazione alla regola di sant'Agostino.
In base alla regola, i monasteri brigidini dovevano ospitare sessanta monache governate dalla badessa e venticinque religiosi retti da un confessore generale: dei religiosi, tredici dovevano essere sacerdoti, quattro diaconi e otto fratelli laici destinati ai servizi materiali. Tale composizione ricordava la primitiva comunità cristiana, con tredici apostoli (i dodici più san Paolo) e settantadue discepoli (le monache con i diaconi e i fratelli); i diaconi rappresentavano i quattro dottori della Chiesa (Agostino, Ambrogio, Girolamo e Gregorio Magno).
Il 13 febbraio 1422 papa Martino V proibì i monasteri doppi, mettendo in crisi l'organizzazione monastica brigidina: i monasteri esistenti sopravvissero grazie a una speciale dispensa, ma quelli di nuova fondazione sarebbero stati esclusivamente maschili o femminili.
Con la Riforma protestante e la dissoluzione dei monasteri in Inghilterra le numerose comunità brigidine presenti nell'Europa centro-settentrionale vennero disperse. Sopravvissero alcuni monasteri in Polonia, Baviera, Paesi Bassi meridionali, Italia e Portogallo.
Il ramo maschile si estinse nel 1863, con la morte dell'ultimo religioso Johannes Müller, monaco ad Altomünster.
L'8 settembre 1911 la svedese Maria Elisabeth Hesselblad, luterana convertitasi al cattolicesimo, fondò a Roma una congregazione di suore con l'abito e il carisma di santa Brigida per l'apostolato ecumenico presso le popolazioni scandinave.
Benché la fondatrice non sia mai entrata nel suo ordine, Brigida è spesso rappresentata con l'abito delle sue monache: papa Bonifacio IX la dichiarò santa con la bolla di canonizzazione Ab origine mundi del 7 ottobre 1391, confermata da papa Martino V con la bolla Excellentium principum del 1º luglio 1419.
La Hesselblad è stata beatificata il 9 aprile 2000 da papa Giovanni Paolo II e, successivamente, canonizzata da papa Francesco il 5 giugno 2016.

## Attività e diffusione

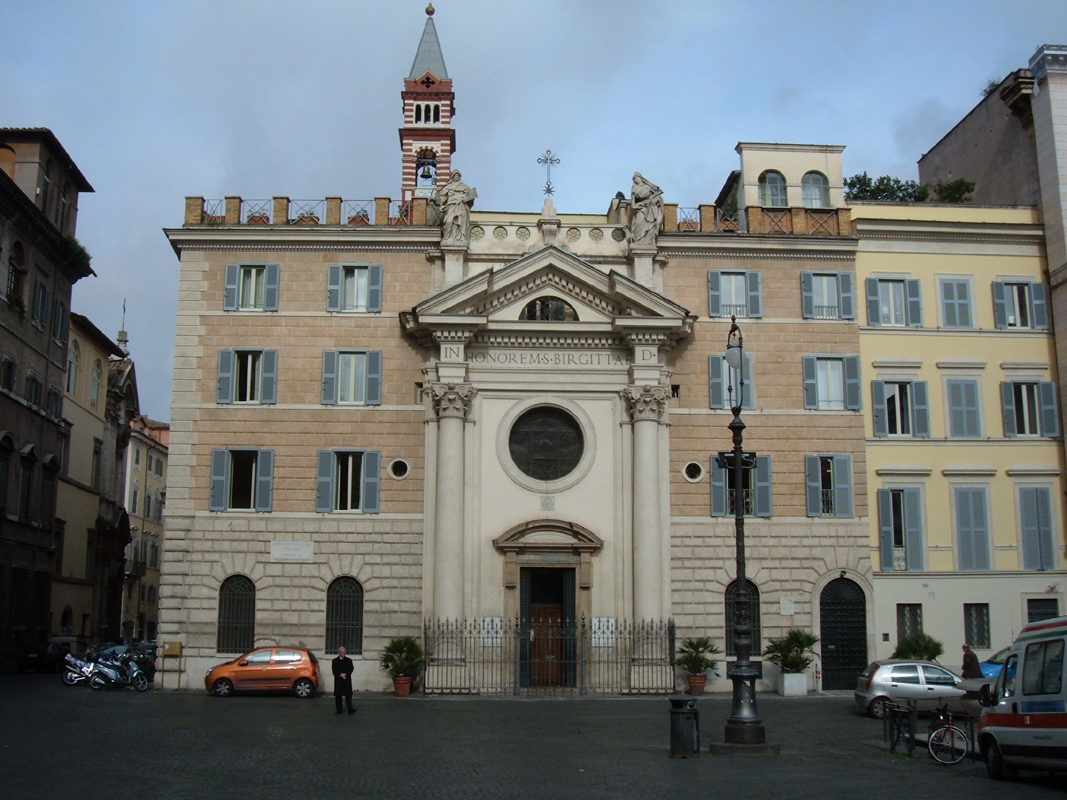
La chiesa di Santa Brigida a Roma, presso la quale risiede la superiora generale della congregazione

Le suore brigidine si dedicano all'ospitalità e al dialogo ecumenico.
L'elemento più caratteristico dell'abito delle brigidine è la corona di lino bianco che portano sul capo, fissata al velo con uno spillo; alla corona sono cucite cinque pezze circolari di tessuto rosso disposte a croce (una sulla fronte, una dietro la testa, due sopra le orecchie e una sulla sommità del capo). Tutti questi segni ricordano la passione di Gesù (la croce, la corona di spine, le cinque piaghe).
Le suore sono presenti in Cuba, Danimarca, Estonia, Filippine, Finlandia, Germania, India, Indonesia, Israele, Italia, Messico, Norvegia, Paesi Bassi, Palestina, Polonia, Regno Unito, Stati Uniti d'America, Svezia, Svizzera. La superiora generale dell'istituto risiede presso l'antica abitazione di santa Brigida nella città eterna, in piazza Farnese a Roma.
Al 31 dicembre 2005 la congregazione delle suore brigidine contava 566 religiose in 49 case.
Oltre alle suore, esistono ancora alcune abbazie autonome di monache brigidine di clausura: tra le principali, quella inglese di Syon (fondata nel 1415 dove adesso esiste Syon House, emigrata in Portogallo nel 1594, tornata in Inghilterra nell'Ottocento, nel Devon), quelle di Uden e Weert nei Paesi Bassi, di Altomünster in Baviera, di Vadstena (ricostituita nel XX secolo) in Svezia, e altre in Spagna, Messico, Stati Uniti d'America e Venezuela. Alla fine del 2005, i monasteri erano 13 e le monache 116.